# Goliany (stacja kolejowa)
Goliany – nieczynna stacja kolejowa kolei wąskotorowej w Golianach, w gminie Błędów, w województwie mazowieckim, w Polsce.
Stacja ta jest wyposażona w tor główny dodatkowy, a w przeszłości znajdował się tu budynek dworcowy, kasa oraz wieża wodna. Odgałęziała się tutaj bocznica do cegielni.